# Giesener Berge
Die Giesener Berge bei Giesen, nordwestlich von Hildesheim, im niedersächsischen Landkreis Hildesheim sind ein bis 242,5 m ü. NHN hoher Höhenzug des Innersteberglands im Niedersächsischen Bergland.
Meistens wird mit (Die) Giesener Berge nur der Nordteil der Landschaft bezeichnet, der direkt südlich der namensgebenden Ortschaft Giesen liegt. Der gleichnamige Naturraum jedoch ist viel größer.

## Geographie

### Lage
Die Giesener Berge befinden sich im äußersten Norden des Innersteberglands. Sie schließen sich nördlich an den bis 358,9 m hohen Hildesheimer Wald an und streben von den dortigen Hildesheimer Stadtteilen Hildesheimer Wald und Marienrode westlich vorbei an den Stadtteilen Neuhof, Moritzberg und Himmelsthür sowie östlich vorbei an Hildesheim-Sorsum und Giesen-Emmerke in Richtung Norden bis zum Dorf Giesen, dem Kernort der Gemeinde Giesen. Nach Osten fällt der insgesamt rund 10,5 km lange Höhenzug zur Innerste ab, die nahe an diesem vorbeiführend in Süd-Nord-Richtung fließt, und in Richtung Nordwesten allmählich zur Leine, die etwa 7 km entfernt in gleicher Richtung verläuft. Im Bereich des Osterbergs lag früher der Standortübungsplatz Hildesheim.

### Naturräumliche Zuordnung
Die Giesener Berge bilden in der naturräumlichen Haupteinheitengruppe Weser-Leine-Bergland (Nr. 37), in der Haupteinheit Innerstebergland (379) und in der Untereinheit Hildesheimer Bergland (379.0) den Naturraum Giesener Berge (379.00), wobei die Landschaft in Richtung Süden in den Naturraum Hildesheimer Wald (379.01) und nach Südosten in den Naturraum Marienburger Hügelland (379.03) übergeht. Im Norden und Osten schließt sich in der Braunschweig-Hildesheimer Lößbörde (520) die Untereinheit Hildesheimer Lößbörde (520.3) an, und westlich befindet sich im Hildesheimer Wald-Vorland (521.2) der Naturraum Rössinger Lößhügel (521.20).

### Erhebungen
Zu den Erhebungen der Giesener Berge gehören – sortiert nach Höhe in Meter (m) über Normalhöhennull (NHN; wenn nicht anders genannt laut ):
- Lerchenberg (242,5 m), mit dem Rottsberg (max. ca. 220 m), bei Neuhof
- Finkenberg (222,5 m), mit Feuerknäul (220,1 m), bei Sorsum
- Osterberg (ca. 181 m), bei Himmelsthür
- (Die) Giesener Berge (namenlose Kuppe?; 162,6 m)[2], nahe Giesen
- Gallberg (ca. 156 m), bei Moritzberg

### Ortschaften
Ortschaften an den Giesener Bergen sind (etwa in Süd-Nord-Richtung betrachtet):
- Hildesheimer Wald (Hildesheim), südlich
- Neuhof (Hildesheim), südöstlich
- Sorsum (Hildesheim), westlich
- Moritzberg (Hildesheim), östlich
- Emmerke (Giesen), westlich
- Himmelsthür (Hildesheim), östlich
- Giesen, nördlich

## Schutzgebiete
Auf dem Nordteil der Giesener Berge liegt das Naturschutzgebiet (NSG) Lange Dreisch und Osterberg (CDDA-Nr. 555546; 2011 ausgewiesen; 2,45 km² groß), an das sich nördlich das NSG Giesener Teiche (CDDA-Nr. 163243; 1984; 11 ha) und östlich das NSG Mastberg und Innersteaue (CDDA-Nr. 163919; 1939; 37 ha) anschließen. Im Südteil befindet sich das NSG Finkenberg/Lerchenberg (CDDA-Nr. 329374; 2004; 2,57 km²) und nordnordöstlich daran anschließend das NSG Gallberg (CDDA-Nr. 81710; 1976; 42 ha). Im Norden der Landschaft liegt das Landschaftsschutzgebiet (LSG) Giesener Berge und Teiche (CDDA-Nr. 321077; 1967; 1,3 km²) und im Süden befinden sich räumlich voneinander getrennte Bereiche des LSG Gallberg, Finkenberg und Lerchenberg (CDDA-Nr. 320950; 1968; 1,01 km²) und des LSG Rottsberghang (CDDA-Nr. 323996; 1992; 1,29 km²). Außerdem liegt auf dem Höhenzug das in einen Nord- und Südteil gegliederte Fauna-Flora-Habitat-Gebiet Haseder Busch, Giesener Berge, Gallberg, Finkenberg (FFH-Nr. 3825-301; 7,42 km²) und im Süden der Landschaft Teile des Vogelschutzgebiets Hildesheimer Wald (VSG-Nr. 3825-401; 12,47 km²).

## Verkehr und Wandern
Etwas östlich vorbei am Nordteil der Giesener Berge führt – etwa parallel zur Innerste und jenseits von dieser – ein Abschnitt der Bundesstraße 6. Diese kreuzt in Hildesheim die Bundesstraße 1, die von dort westwärts zum Höhenzug und durch dessen Mittelteil nach Emmerke führt. Dort zweigt die Landesstraße 460 nach Süden, die westlich vorbei am Südteil der Landschaft zum Hildesheimer Stadtteil Hildesheimer Wald führt. Von diesen Straßen zweigen ein paar Kreisstraßen und andere kleine Straßen ab, welche den Höhenzug mit erschließen. Der Höhenzug kann auf vielen Feld- und Waldwegen erwandert werden.